# Mimaletis humilis
Mimaletis humilis là một loài bướm đêm trong họ Geometridae.